# Неверовщина (Крупский район)
Неверовщина — деревня в составе Хотюховского сельсовета Крупского района Минской области Республики Беларусь. Расположена примерно в 13 км к западу от районного центра, города Крупки. Ближайшие населённые пункты — агрогородок Докудово и деревня Шияловка. По данным на 1980 год, в деревне Неверовщина проживало около 50 человек.

## История
Название происходит от известной фамилии польского шляхетского рода Неверовских, которым принадлежал в своё время этот хутор.